# 812

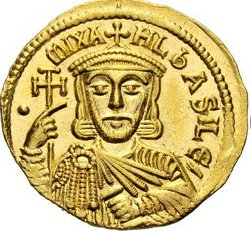
Keizer Michaël I (ca. 770 - 845)

Het jaar 812 is het 12e jaar in de 9e eeuw volgens de christelijke jaartelling.

## Gebeurtenissen

### Byzantijnse Rijk
- Byzantijns-Bulgaarse Oorlog: De Bulgaren onder leiding van Kroem, heerser (khan) van het Bulgaarse Rijk, voeren een plunderveldtocht tegen het Byzantijnse Rijk. Hij verovert en verwoest de vestingstad Mesambria aan de Zwarte Zee. De Bulgaren vallen tevens de Thracische vlakte binnen en steken de rivier de Maritsa over.

### Brittannië
- Het Angelsaksische koninkrijk Essex (inclusief Londen) komt onder heerschappij van Mercia en wordt omgevormd tot een hertogdom.

### Europa
- Verdrag van Aken: Keizer Michaël I stuurt een Byzantijns gezantschap naar Aken. In een publieke ceremonie wordt Karel de Grote officieel erkend als keizer (basileus) van het Westen. Hij moet hierdoor Istrië, Dalmatië en Venetië aan het Byzantijnse Rijk afstaan.
- Karel de Grote verovert Catalonië (huidige Spanje) tot aan de rivier de Ebro en de Balearen. Hij sluit een 3-jarig vredesverdrag met het emiraat Córdoba. Het graafschap Barcelona wordt ingelijfd bij het Frankische Rijk.
- Karel de Grote vaardigt de Capitulare de villis uit, een landgoedverordening (capitularia) over het beheer van de Frankische rijkshoven. Een centraal document voor het economische leven in de vroege middeleeuwen.
- Koning Lodewijk de Vrome, zoon van Karel de Grote, onderdrukt een opstand van de Basken en vestigt zijn autoriteit over Pamplona.
- Harald Klak wordt met steun van de Franken voor de eerste keer koning van Denemarken.

## Religie
- Eerste vermelding van Geldern (huidige Duitsland) in een oorkonde.

## Overleden
- 11 januari - Staurakios, keizer van het Byzantijnse Rijk
- 28 mei - Willem met de Hoorn, Frankisch edelman (waarschijnlijke datum)